# Matrimonio igualitario en Yucatán
El matrimonio entre personas del mismo sexo es legal en el estado mexicano de Yucatán desde el 4 de marzo de 2022. El 25 de agosto de 2021, el Congreso del Estado de Yucatán eliminó una prohibición constitucional de los matrimonios entre personas del mismo sexo; la nueva ley entró en vigor el 7 de septiembre de 2021. El Congreso tenía 180 días (es decir, hasta el 6 de marzo de 2022) para cambiar la ley estatutaria para permitir el matrimonio entre personas del mismo sexo, y lo hizo por unanimidad el 1 de marzo. La ley entró en vigencia tres días después y convirtió a Yucatán en el vigésimo quinto estado mexicano en legalizar el matrimonio entre personas del mismo sexo.

## Historia legal

### Antecedentes
La Corte Suprema de Justicia de México dictaminó el 12 de junio de 2015 que las prohibiciones estatales sobre el matrimonio entre personas del mismo sexo son inconstitucionales en todo el país. El fallo de la corte se considera una "tesis jurisprudencial" y no invalidó las leyes estatales, lo que significa que las parejas del mismo sexo a las que se niega el derecho a casarse aún tendrían que buscar amparos individuales en la corte. El fallo estandarizó los procedimientos para que los jueces y tribunales de todo México aprueben todas las solicitudes de matrimonios entre personas del mismo sexo e hizo obligatoria la aprobación. Específicamente, el tribunal dictaminó que la prohibición del matrimonio entre personas del mismo sexo viola los artículos 1 y 4 de la Constitución Política de los Estados Unidos Mexicanos. El artículo 1 de la Constitución establece que "queda prohibida toda discriminación motivada por origen étnico o nacional, el género, la edad, las discapacidades, la condición social, las condiciones de salud, la religión, las opiniones, las preferencias sexuales, el estado civil o cualquier otra que atente contra la dignidad humana y tenga por objeto anular o menoscabar los derechos y libertades de las personas.", y el artículo 4 se refiere a la igualdad matrimonial, afirmando que "la mujer y el hombre son iguales ante la ley. Ésta protegerá la organización y el desarrollo de la familia".
El 26 de marzo de 2013, una pareja de hombres, Ricardo Arturo Góngora y Javier Alberto Carrillo Esquivel, acudieron al registro civil de Mérida para casarse. El registro civil rechazó su solicitud de licencia de matrimonio, argumentando que la Constitución del Estado definía el matrimonio como la "unión de un hombre y una mujer" y que, por lo tanto, las parejas del mismo sexo no podían contraer matrimonio legalmente. La pareja impugnó la decisión y el 1 de julio el Juzgado Tercero de Distrito reconoció que tenían derecho a contraer matrimonio. El gobierno anunció que no apelaría el fallo judicial y la pareja se convirtió en la primera pareja del mismo sexo en casarse en Yucatán, el 8 de agosto de 2013. Luego de este primer matrimonio entre personas del mismo sexo en el estado, seis parejas más (cuatro de hombres y dos de mujeres) solicitaron licencias de matrimonio el 14 de agosto de 2013. Presentaron amparos individuales en sede judicial, siendo 3 de ellos aprobados el 4 y 15 de noviembre y el 17 de diciembre de 2013 por los juzgados de Primera, Cuarta y Tercera Circunscripción, respectivamente. Tanto las parejas de lesbianas como una pareja de hombres obtuvieron el derecho a casarse. El 6 de enero de 2014 se llevó a cabo en Mérida el primer matrimonio lésbico de Yucatán, mientras que la segunda pareja de lesbianas se casó el 25 de enero y la pareja de hombres se casó en Mérida el 18 de febrero de 2014.

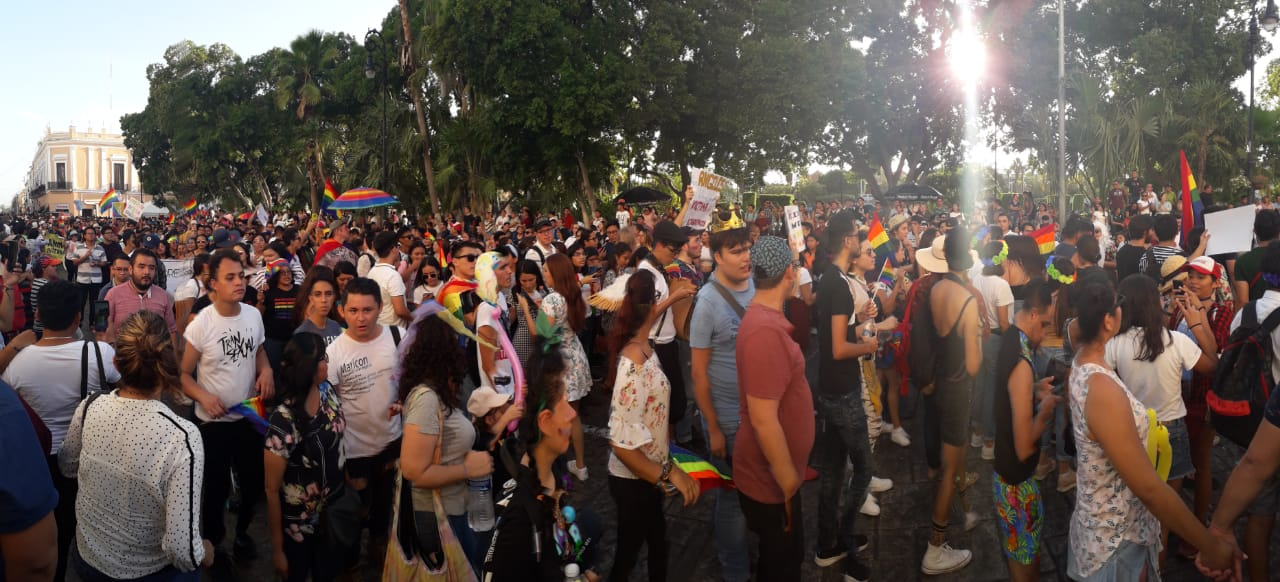
La XVII Marcha de la Diversidad Sexual de Mérida, realizada el 8 de junio de 2019.

El 17 de mayo de 2014, un grupo de organizaciones de la sociedad civil presentó una demanda ante la Corte Constitucional de Yucatán, alegando que en los meses anteriores se habían aprobado 10 amparos para el matrimonio entre personas del mismo sexo en el estado, pero el Congreso aún se negaba a modificar las leyes estatales para permitir el matrimonio entre personas del mismo sexo. Los demandantes pidieron que el artículo 49 del Código de Familia y el artículo 94 de la Constitución, que limitan el matrimonio a un hombre y una mujer, sean "considerados en el sentido más amplio y que el género de sus miembros sea indefinido". El 26 de febrero de 2015, el tribunal anunció que decidiría el 2 de marzo si la prohibición estatal del matrimonio entre personas del mismo sexo violaba la Constitución de México y los acuerdos internacionales. En cambio, el 2 de marzo el tribunal desestimó la impugnación. Los activistas prometieron apelar la decisión y presentaron una apelación ante la Corte Suprema en junio de 2015. Los activistas argumentaron que la prohibición era inconstitucional ya que la Constitución mexicana prohíbe la discriminación por orientación sexual. Después de posponer una audiencia cinco veces, la Suprema Corte de Justicia de la Nación desestimó la demanda el 31 de mayo de 2017.
De enero de 2017 a marzo de 2017, 15 parejas del mismo sexo se casaron en Yucatán utilizando el recurso de amparo, en comparación con 16 parejas que se casaron en todo 2016.

### Restricciones constitucionales
El 21 de julio de 2009, el Congreso del Estado de Yucatán aprobó por abrumadora mayoría una prohibición constitucional del matrimonio entre personas del mismo sexo en una votación de 24 a 1:
| Partido político                     | Miembros | Sí | No |
| ------------------------------------ | -------- | -- | -- |
| Partido Revolucionario Institucional | 14       | 14 |    |
| Partido Acción Nacional              | 9        | 9  |    |
| Partido de la Revolución Democrática | 1        |    | 1  |
| Partido del Trabajo / Convergencia   | 1        | 1  |    |
| Total                                | 25       | 24 | 1  |

La ley, impulsada por la organización derechista Red Pro Yucatán, elevó a rango constitucional el matrimonio y la familia heterosexual. Específicamente, el artículo 94 fue modificado para decir que el matrimonio es "la unión de un hombre y una mujer". Esto fue ampliamente visto como un intento de rechazar los esfuerzos para legalizar el matrimonio entre personas del mismo sexo en el estado, ya que cualquier intento de permitir el matrimonio entre personas del mismo sexo en el futuro también requeriría una enmienda constitucional y una mayoría de dos tercios en el Congreso. Políticos del conservador Partido Acción Nacional (PAN) justificaron la prohibición alegando que "todavía no existen las condiciones adecuadas dentro de la sociedad yucateca para permitir las uniones entre personas del mismo sexo". El evento provocó protestas frente al Congreso local por parte de organizaciones LGBT.
Yucatán había sido uno de los tres únicos estados mexicanos en promulgar una prohibición constitucional del matrimonio entre personas del mismo sexo; los otros fueron Baja California y Colima. A partir de septiembre de 2021, se derogaron las tres prohibiciones.

### Esfuerzos de legalización
El 24 de mayo de 2016, un destacado miembro del Congreso estatal dijo que Yucatán esperaría a que el Congreso de la Unión legislara sobre el matrimonio entre personas del mismo sexo antes de tomar las medidas necesarias para modificar las leyes locales.
El 15 de agosto de 2018, el gobernador Rolando Zapata Bello presentó proyectos de ley para enmendar la Constitución y el Código de Familia del estado para legalizar el matrimonio entre personas del mismo sexo. El 10 de abril de 2019, el Congreso rechazó el proyecto de ley en una votación de 9 a 15. En respuesta a la falta de aprobación de la legislación, la 17.ª Marcha del Orgullo en Mérida contó con la participación sin precedentes de alrededor de 8000 personas. Un segundo intento de legalizar el matrimonio entre personas del mismo sexo fracasó el 15 de julio de 2019, nuevamente con 15 votos en contra y 9 votos a favor. En ambos casos, el Congreso votó en contra del matrimonio entre personas del mismo sexo en una votación secreta, sin que el público pudiera tener conocimiento de los votos emitidos por sus representantes. Esto fue controvertido, y varios activistas del Colectivo de Protección de Todas las Familias de Yucatán y otros grupos de defensa presentaron un recurso legal ante la Suprema Corte de Justicia de la Nación argumentando que esto era inconstitucional. El 18 de agosto de 2021, la Corte Suprema ordenó una nueva votación "abierta y transparente" en el Congreso. Dos meses antes, un tribunal federal en Sinaloa había ordenado al Congreso de ese estado que legalizara el matrimonio entre personas del mismo sexo, y cualquier legislador que votara en contra sería declarado en desacato al tribunal e incapaz de postularse o ocupar un cargo durante siete años. Temerosos de que los legisladores de Yucatán pudieran enfrentar cargos similares, se esperaba que el Congreso estatal aprobara un proyecto de ley sobre el matrimonio entre personas del mismo sexo en los próximos días.
La legislación para eliminar la prohibición constitucional del matrimonio entre personas del mismo sexo fue auspiciada por las diputadas Milagros Romero Bastarrachea y Silvia López Escoffié. Fue aprobado por unanimidad por un comité del Congreso y se programó una votación plenaria para el miércoles 25 de agosto de 2021. El Congreso aprobó el proyecto de ley en una votación de 20 a 5 el 25 de agosto, alcanzando la mayoría de dos tercios necesaria para enmendar la Constitución:
| Partido político                     | Miembros | Sí | No | Abstención |
| ------------------------------------ | -------- | -- | -- | ---------- |
| Partido Revolucionario Institucional | 10       | 8  | 2  |            |
| Partido Acción Nacional              | 6        | 3  | 3  |            |
| Movimiento Regeneración Nacional     | 4        | 4  |    |            |
| Movimiento Ciudadano                 | 2        | 2  |    |            |
| Partido de la Revolución Democrática | 1        | 1  |    |            |
| Partido Verde Ecologista de México   | 1        | 1  |    |            |
| Nueva Alianza                        | 1        | 1  |    |            |
| Total                                | 25       | 20 | 5  | 0          |

La diputada Karla Franco Blanco dijo que la aprobación del proyecto de ley "se apega al principio fundamental de que toda persona tiene derecho a disfrutar de las libertades, la igualdad de derechos y la protección contra la discriminación, tal como lo dispone la Constitución Política de México". La ley se publicó en el periódico oficial del estado el 6 de septiembre de 2021 y entró en vigencia al día siguiente. El gobernador Mauricio Vila Dosal elogió la votación.
Se reformó el artículo 94 de la Constitución Política de Yucatán de la siguiente manera:

El matrimonio es una institución por medio del cual se establece la unión jurídica de dos personas, con igualdad de derechos, deberes y obligaciones, con la posibilidad de generar la reproducción humana de manera libre, responsable e informada.

También se modificaron las disposiciones relativas al concubinato:

El concubinato es la unión de dos personas, quienes libres de matrimonio, viven como esposos y pueden generar una familia, en los términos que fije la ley.

Aunque el Congreso modificó la Constitución para reconocer los matrimonios entre personas del mismo sexo, no modificó el Código de Familia del estado. Milagros Romero Bastarrachea, diputada por Movimiento Ciudadano y una de las impulsoras del proyecto de ley, dijo en una entrevista con los medios que el estado reformará todas las leyes secundarias dentro de los 180 días de la publicación del proyecto de ley (es decir, el 6 de marzo de 2022). Un proyecto de ley para reformar las leyes secundarias para legalizar el matrimonio entre personas del mismo sexo fue presentado al Congreso el 15 de diciembre de 2021 por la diputada Vila Goméz Herrera. Fue aprobada por unanimidad por un comité del Congreso el 26 de febrero y en una votación de 25 a 0 por el pleno del Congreso el 1 de marzo de 2022. La ley fue publicada en el periódico oficial el 3 de marzo y entró en vigencia al día siguiente. La primera pareja del mismo sexo en casarse en Yucatán tras la legalización fueron Irving Suárez y Luciano Martínez, pareja desde hace 18 años, el 4 de marzo en Mérida.
En el discurso público, el matrimonio entre personas del mismo sexo se conoce comúnmente como «matrimonio igualitario» o «matrimonio para todos», y como «ts'o'okol beel tia'al tuláakal» en maya yucateco, que significa «matrimonio para todos».

## Opinión pública
Según una encuesta de 2018 del Instituto Nacional de Estadística y Geografía, el 43% del público de Yucatán se oponía en aquel momento al matrimonio entre personas del mismo sexo.